# 증평도서관
증평교육도서관(曾坪敎育圖書館)은 대한민국 충청북도 증평군 소재의 도서관이다.

## 연혁
- 1994. 12. 28 도서관 건물 준공
- 1995. 01. 06 충청북도도서관설치 및 사용에 관한 조례 개정
- 1995. 02. 24 증평출장소장으로부터 건물 기부 채납
- 1995. 04. 12 증평도서관 개관
- 2019. 03. 01 증평교육도서관 명칭 변경

## 시설현황
- 3층: 평생학습실
- 2층: 자유열람실, 디지털자료실, 사무실
- 1층: 종합자료실, 아동자료실

## 이용 안내
이용 시간
- 열람실: 08:00-22:00
- 자료실: 평일(월-금) 09:00-22:00 / 주말(토-일) 09:00-18:00
- 디지털자료실: 09:00-17:00

휴관일
- 매월 첫째, 셋째 월요일
- 국가공휴일, 임시휴관일(기타 도서관장이 필요하다고 인정하는 날)